# Juncus elbrusicus
Juncus elbrusicus là một loài thực vật có hoa trong họ Juncaceae. Loài này được Galushko mô tả khoa học đầu tiên năm 1970.